# Mexicos flag
Mexicos flag blev anvendt første gang i 1821 som et almindeligt trefarvet (grøn-hvid-rød) flag. I 1823 blev det mexicanske våbenskjold, der repræsenterer grundlæggelsen af den aztekiske hovedstad Tenochtitlán i 1325 (på samme sted hvor landets nuværende hovedstad, Mexico City, ligger), tilføjet i den midterste, hvide stribe i flaget. Våbenskjoldet er blevet ændret flere gange siden, hvorved flaget også er blevet ændret.
- Wikimedia Commons har flere filer relateret til Mexicos flag

| Flag | Spire Denne artikel om flag eller vexillologi er en spire som bør udbygges. Du er velkommen til at hjælpe Wikipedia ved at udvide den. |